# کریستن راسموسن
کریستن راسموسن (انگلیسی: Kristen Rasmussen؛ زادهٔ ۱ نوامبر ۱۹۷۸) بازیکن بسکتبال اهل ایالات متحده آمریکا است.
از باشگاه‌هایی که در آن بازی کرده‌است می‌توان به فینکس مرکوری اشاره کرد.